# Physcomitrella
Physcomitrella é um género de musgos pertencente à ordem Funariales que contém duas espécie validamente descritas: (1) Physcomitrella patens, um organismo modelo utilizado em investigação laboratorial; e (2) Physcomitrella readeri, uma espécie muito similar à anterior, da qual apenas se distingue por algumas características subtis.

## Descrição
A semelhança morfológica entre as suas espécies que integram o género leva alguns autores a questionar serem espécies separadas.